# Grzegorz Kurzyński
Grzegorz Adam Kurzyński (ur. 23 lutego 1949 w Poznaniu) – polski pianista, pedagog, nauczyciel akademicki, w kadencjach 2002–2005, 2005–2008 i 2016–2020 rektor Akademii Muzycznej im. Karola Lipińskiego we Wrocławiu.

## Życiorys
Ukończył w 1972 studia w Państwowej Wyższej Szkole Muzycznej we Wrocławiu, kształcąc się w klasie fortepianu Włodzimierza Obidowicza. Studiował również w Królewskim Konserwatorium w Brukseli i nowojorskiej Juilliard School of Music. W 1992 otrzymał tytuł profesora sztuk muzycznych. Od 1972 zawodowo związany z wrocławską Akademią Muzyczną, gdzie od 1999 pełnił funkcję prorektora, a w latach 2002 do 2008 – rektora. W 2002 objął kierownictwo Katedry Fortepianu. W 2016 ponownie wybrany na rektora Akademii Muzycznej na czteroletnią kadencję.
Jednocześnie prowadził działalność artystyczną jako solista i kameralista w Polsce i za granicą. Powoływany w skład jury krajowych i międzynarodowych konkursów pianistycznych. Został również członkiem Rady Głównej Szkolnictwa Wyższego i Komisji Akredytacyjnej Konferencji Rektorów Akademickich Szkół Polskich. W 1995 przygotowywał polską ekipę na XIII Międzynarodowy Konkurs im Fryderyka Chopina w Warszawie, był jurorem wielu krajowych i międzynarodowych konkursów pianistycznych.

## Odznaczenia i wyróżnienia
- Krzyż Kawalerski Orderu Odrodzenia Polski – 2011[3]
- Złoty Medal „Zasłużony Kulturze Gloria Artis” – 2020[4]
- Srebrny Medal „Zasłużony Kulturze Gloria Artis” – 2008[5]
- Nagroda Ministra Kultury i Dziedzictwa Narodowego za osiągnięcia organizacyjne – 2020[4]